# Drapeau des Îles Vierges des États-Unis
Le drapeau des Îles Vierges des États-Unis reprend comme motif général le grand sceau des États-Unis d'Amérique. L'aigle est encadré par les lettres V et I, initiales de « Virgin Islands »
Le pygargue à tête blanche tient dans ses serres un rameau d'olivier, symbole de paix, et dans les autres trois flèches, une pour chacune des îles principales (Saint Thomas (Saint-Thomas), Saint John (Saint-Jean) et Sainte-Croix). 

## Drapeau historique
De 1754 à 1916, les îles constituaient les Indes occidentales danoises, intégrées à l'Empire colonial danois. Officiellement, aucun drapeau ne leur était rattaché hormis le drapeau du Danemark.
On fait cependant mention d'un drapeau qui rappelle le Blue Ensign utilisé par la marine britannique. Il est présent sur des peintures et des dessins, toujours accroché non pas sur le mât de pavillon où flotte le drapeau national mais sur le mât de misaine. Le pavillon indiquait alors l'origine du propriétaire ou la destination du navire. Les bâtiments qui arboraient l'enseigne naviguaient soit dans les eaux du Danemark et de la Norvège, soit étaient attachés à des ports de l'Europe. On conclut que bien que non officiel, le drapeau était un pavillon de courtoisie attribué aux Antilles danoises.